# Mauricio Pereyra
Mauricio Ernesto Pereyra Antonini (Montevideo, Uruguay, 15 de marzo de 1990) es un futbolista uruguayo que juega como centrocampista en el Club Nacional de Football de la Primera División de Uruguay.

## Trayectoria
Debutó en 2009 con Nacional siendo campeones del Campeonato Uruguayo de Primera División 2008-09 y clasificándose a la Copa Libertadores 2010 donde llegaron hasta los octavos de final siendo eliminados por Cruzeiro. En la siguiente temporada perdieron la final contra Peñarol quedando subcampeones y volviendo a clasificar a la Copa Libertadores. Volvió a ser campeón del Campeonato Uruguayo de Primera División 2010-11 compartiendo el mediocampo con Marcelo Gallardo, consiguiendo clasificar por tercer año consecutivo a la Copa Libertadores.
Llegó a C. A. Lanús como refuerzo para la Copa Sudamericana 2011 y fue presentado con el número 11 compartiendo el equipo con Teófilo Gutiérrez y Mauro Camoranesi. También llegó a jugar la Copa Libertadores 2012.
A mediados de 2013 fue transferido por 2,6 millones de dólares al F. C. Krasnodar, jugando la Liga Europa de la UEFA entre 2014 y 2019.
Tras finalizar su etapa en Rusia, en julio de 2019 firmó hasta 2020 por el Orlando City S. C.

## Selección nacional
Con la selección sub-20 de su país, participó en el Mundial de 2009 en Egipto.

### Participaciones en Copas del Mundo
| Copa                          | Sede   | Resultado        | Partidos |
| ----------------------------- | ------ | ---------------- | -------- |
| Copa Mundial de Fútbol Sub-20 | Egipto | Octavos de final | 4        |

## Estadísticas
Actualizado al último partido jugado el 1 de diciembre de 2024.
| Club                              | Div.          | Temporada     | Liga  | Liga  | Copas nacionales | Copas nacionales | Copas internacionales | Copas internacionales | Total | Total |
| Club                              | Div.          | Temporada     | Part. | Goles | Part.            | Goles            | Part.                 | Goles                 | Part. | Goles |
| --------------------------------- | ------------- | ------------- | ----- | ----- | ---------------- | ---------------- | --------------------- | --------------------- | ----- | ----- |
| Nacional · Uruguay                | 1.ª           | 2008-09       | 4     | 0     | ―                | ―                | 4                     | 0                     | 8     | 0     |
| Nacional · Uruguay                | 1.ª           | 2009-10       | 19    | 1     | ―                | ―                | 7                     | 1                     | 26    | 2     |
| Nacional · Uruguay                | 1.ª           | 2010-11       | 26    | 2     | ―                | ―                | 5                     | 0                     | 31    | 2     |
| C. A. Lanús Argentina             | 1.ª           | 2011-12       | 28    | 1     | 1                | 0                | 5                     | 0                     | 34    | 1     |
| C. A. Lanús Argentina             | 1.ª           | 2012-13       | 19    | 2     | 0                | 0                | ―                     | ―                     | 19    | 2     |
| C. A. Lanús Argentina             | Total club    | Total club    | 47    | 3     | 1                | 0                | 5                     | 0                     | 53    | 3     |
| F. C. Krasnodar · Rusia           | 1.ª           | 2012-13       | 9     | 1     | ―                | ―                | ―                     | ―                     | 9     | 1     |
| F. C. Krasnodar · Rusia           | 1.ª           | 2013-14       | 24    | 6     | 3                | 0                | ―                     | ―                     | 27    | 6     |
| F. C. Krasnodar · Rusia           | 1.ª           | 2014-15       | 27    | 9     | 0                | 0                | 11                    | 2                     | 27    | 11    |
| F. C. Krasnodar · Rusia           | 1.ª           | 2015-16       | 20    | 1     | 2                | 0                | 6                     | 1                     | 28    | 2     |
| F. C. Krasnodar · Rusia           | 1.ª           | 2016-17       | 21    | 2     | 0                | 0                | 10                    | 0                     | 31    | 2     |
| F. C. Krasnodar · Rusia           | 1.ª           | 2017-18       | 27    | 1     | 0                | 0                | 3                     | 2                     | 30    | 3     |
| F. C. Krasnodar · Rusia           | 1.ª           | 2018-19       | 26    | 3     | 3                | 0                | 9                     | 1                     | 38    | 4     |
| F. C. Krasnodar · Rusia           | Total club    | Total club    | 154   | 23    | 8                | 0                | 39                    | 6                     | 201   | 29    |
| Orlando City S. C. Estados Unidos | 1.ª           | 2019          | 6     | 0     | ―                | ―                | ―                     | ―                     | 6     | 0     |
| Orlando City S. C. Estados Unidos | 1.ª           | 2020          | 22    | 3     | ―                | ―                | ―                     | ―                     | 22    | 3     |
| Orlando City S. C. Estados Unidos | 1.ª           | 2021          | 30    | 1     | ―                | ―                | ―                     | ―                     | 30    | 1     |
| Orlando City S. C. Estados Unidos | 1.ª           | 2022          | 33    | 1     | 6                | 1                | ―                     | ―                     | 39    | 2     |
| Orlando City S. C. Estados Unidos | 1.ª           | 2023          | 34    | 0     | 0                | 0                | 4                     | 1                     | 38    | 1     |
| Orlando City S. C. Estados Unidos | Total club    | Total club    | 125   | 5     | 6                | 1                | 4                     | 1                     | 135   | 7     |
| Nacional · Uruguay                | 1.ª           | 2024          | 28    | 3     | 1                | 0                | 11                    | 0                     | 40    | 3     |
| Nacional · Uruguay                | Total club    | Total club    | 77    | 6     | 1                | 0                | 27                    | 1                     | 105   | 7     |
| Total carrera                     | Total carrera | Total carrera | 403   | 37    | 16               | 1                | 75                    | 8                     | 494   | 46    |

## Palmarés

### Campeonatos nacionales
| Título              | Club               | País           | Año     |
| ------------------- | ------------------ | -------------- | ------- |
| Campeonato Uruguayo | Nacional           | Uruguay        | 2008-09 |
| Campeonato Uruguayo | Nacional           | Uruguay        | 2010-11 |
| U. S. Open Cup      | Orlando City S. C. | Estados Unidos | 2022    |
| Torneo Intermedio   | Nacional           | Uruguay        | 2024    |